# Bundeswettbewerb der Deutschen Jugendfeuerwehr

Verbandsemblem der DJF

Der Bundeswettbewerb (BWB) der Deutschen Jugendfeuerwehr (DJF) ist ein Wettbewerb, der alle zwei Jahre auf Bundesebene und jährlich auf Landes-, Bezirks-, Kreis- und ggf. Gemeindeebene ausgeführt wird. Es ist der wichtigste Wettbewerb der Deutschen Jugendfeuerwehr. Die teilnehmenden Jugendfeuerwehr-Gruppen müssen zunächst bei Gemeinde- bzw. Kreiswettbewerben antreten und können sich dort für die jeweils nächsthöhere Ebene qualifizieren.

## Übersicht
Dieser Jugendfeuerwehrwettbewerb besteht aus einer Feuerlöschübung gemäß Feuerwehr-Dienstvorschrift 3 (A-Teil) sowie einem 400-Meter-Staffellauf (B-Teil). Jede Mannschaft besteht aus einer Löschgruppe (neun Jugendfeuerwehrangehörige) sowie einem Ersatzmann. Der Ersatzmann darf eingesetzt werden, wenn ein Mitglied der Gruppe erkrankt, sich beim Wettbewerb verletzt oder aus anderen wichtigen Gründen ausfällt.
In Hessen wird seit Juni 2013 aufgrund der geburtenschwachen Jahrgänge der Bundeswettbewerb auch für Staffeln angeboten. Einen Bundesentscheid gibt es hierfür nicht, da der Staffelwettbewerb nur in Hessen angeboten wird.
Die Bekleidung muss der Persönlichen Schutzausrüstung der Jugendfeuerwehr entsprechen.

### Teilnehmer
Die Teilnehmer an diesem Wettbewerb müssen am Abnahmetag das zehnte Lebensjahr vollendet haben. Erreicht ein Jugendfeuerwehrmann das 18. Lebensjahr, so darf er in diesem Jahr zum letzten Mal teilnehmen. Das Durchschnittsalter wird anhand des Geburtsjahrgangs berechnet und nicht anhand des tatsächlichen Alters am Tag des Wettbewerbs. Dieses Durchschnittsalter ist für die Sollzeitberechnung des Staffellaufs (B-Teils) notwendig.

### Der A-Teil

Der Löschangriff-Parcours

Beim A-Teil sollen die Jugendfeuerwehrleute einen Löschangriff mit drei Strahlrohren als Trockenübung durchführen. Bei der Wasserentnahmestelle wird alle zwei Jahre zwischen offenem Gewässer und Unterflurhydrant gewechselt. Je nachdem welche Wasserentnahmestelle bei einem Wettbewerb benutzt werden soll, verändert sich das Zeitlimit, das die Jugendfeuerwehrmannschaften einhalten müssen, von sechs Minuten (Hydrant) auf sieben Minuten (Gewässer). Sollte die Gruppe schneller sein, erzielt sie dadurch keinen Punktgewinn. Sollte sie jedoch langsamer sein, bekommt sie für jede Sekunde einen Punkt abgezogen. Jede Gruppe beginnt mit 1000 Punkten, von denen dann die entsprechende Punktzahl abgezogen werden würde. Außerdem werden gegebenenfalls Punkte abgezogen, wenn der Gruppe Fehler bei der Durchführung der Wettbewerbsübung unterlaufen. Weiterhin gehört zum A-Teil abschließend eine Übung, bei der es darum geht vier Knoten und Stiche so schnell wie möglich korrekt zu knüpfen. Für jede Sekunde, die die Gruppe dazu benötigt, wird ihr ebenfalls einen Punkt abgezogen.

### Der B-Teil

Der Staffellauf-Parcours

Beim B-Teil muss die Gruppe einen 400-m-Staffellauf mit einigen Hindernissen absolvieren. Da es hier im Gegensatz zum A-Teil darum geht, die Übung so schnell wie möglich zu absolvieren, ist dies häufig der entscheidende Wettbewerbsteil. Die ersten Läufer haben jeweils eine bestimmte Strecke zu laufen, in ihrer Bahn befindet sich kein Hindernis. Der 3. Läufer muss auf seinem Weg einen 15 m langen C-Druckschlauch einfach aufrollen. Der 4. Läufer läuft über einen Balken. Der 5. Läufer liegt von Anfang an auf einer Trage, neben der Trage liegen seine Handschuhe, sein Helm sowie ein Koppel. Hat der 4. Läufer den Staffelstab übergeben, muss der 5. Läufer sich die genannten Bekleidungsgegenstände möglichst schnell anziehen und zu Läufer 6 weiterlaufen. Dieser muss nur laufen. Die Läufer 7 und 8 haben gemeinsam ein C-Strahlrohr mit einem C-Druckschlauch zusammenzukuppeln und an dem Strahlrohr einen doppelten Ankerstich mit Halbschlag zu binden. Läufer 9 muss einen Feuerwehrleinenbeutel werfen und durch das Ziel laufen.
Bei der Bewertung des B-Teils erhält die Gruppe 400 Punkte: Überschreitet die Gruppe die individuelle Sollzeit, die in Abhängigkeit vom Durchschnittsalter der Gruppe feststeht, so wird für jede Sekunde der Überschreitung ein Punkt abgezogen. Anders als beim A-Teil wird bei Unterschreitung der Sollzeit für jede Sekunde ein Punkt zur Vorgabepunktzahl hinzuaddiert. Von dieser Punktzahl werden ggf. noch Fehlerpunkte abgezogen.

### Der C-Teil
Auf Bundesebene wurde 2007 ein dritter Teil mit dem Motto „We´re CreACTive“ nach Anregung des Bundesjugendforums und Beschluss des Deutschen Jugendfeuerwehrausschusses im April 2006 eingerichtet, bei dem jede Gruppe einen kurzen kreativen Vortrag präsentieren. Der Vortrag geht allerdings nicht in die Wertung ein.

### Eindruck
Die Wertungsrichter vergeben die Noten 1, 3 oder 5 für den Gesamteindruck der verschiedenen Gruppen während beider Teile. Der Durchschnitt der Benotungen (aus A- und B-Teil) wird von der Gesamtpunktzahl abgezogen.

### Platzierung und Preise
Die erreichten Punkte beider Teile werden addiert und die Punktzahl des Gesamteindrucks davon abgezogen. Dies ergibt das Gesamtergebnis. Wenn zwei Gruppen die gleiche Punktzahl erreichen, entscheidet die Fehlerpunktzahl aus dem A-Teil. Als Preise werden in der Regel Pokale vergeben, die häufig von Unternehmen, Feuerwehrverbänden oder Politikern gestiftet werden.

### Wertungsrichter
Beide Teile des Wettbewerbs werden durch speziell geschulte Wertungsrichter beurteilt.
Für einen Wettbewerb sind mindestens fünf Wertungsrichter (A – E) notwendig, wenn A- und B-Teil nacheinander ablaufen. Je ein Richter wird benötigt für Gruppenführer und Melder (A), Maschinist (B), Angriffstrupp (C), Wassertrupp (D) und Schlauchtrupp (E).
Die Bewertung von Gruppenführer und Melder ist meist dem Bahnleiter vorbehalten.
Wertungsrichter A fungiert als erster Zeitnehmer der Gesamtzeit, B als zweiter Zeitnehmer.
Der Knotenzeittakt wird von den Wertungsrichtern C und D genommen.
Fehler werden anhand von Wertungsbögen ausgewertet. Jedem Fehler ist eine bestimmte Anzahl an Fehlerpunkten zugeordnet.
Beim B-Teil werden die vorhandenen Wertungsrichter der Bahn entsprechend aufgeteilt, so dass einige zwei Läufer beurteilen müssen.

### Bundessieger
Die Bundessieger der letzten Jahre sind:
2005 – Jugendfeuerwehr Adenbüttel (Niedersachsen) – 1436,9 (Jugendwertung)
2005 – Jugendfeuerwehr Nieder-Bessingen (Hessen) – 1427,0 (Mädchenwertung)
2007 – Jugendfeuerwehr Tirschenreuth (Bayern) – 1438,9
2009 – Jugendfeuerwehr Möllenbeck (Niedersachsen) – 1439 Punkte
2011 – Jugendfeuerwehr Möllenbeck (Niedersachsen) – 1440 Punkte
2013 – Jugendfeuerwehr Möllenbeck (Niedersachsen) – 1443 Punkte
2015 – Jugendfeuerwehr Möllenbeck (Niedersachsen) – 1439 Punkte
2017 – Jugendfeuerwehr Negenborn (Niedersachsen) – 1442 Punkte
2019 – Jugendfeuerwehr Wesel (Niedersachsen) – 1431 Punkte
2022 – Jugendfeuerwehr Osterwald Unterende (Niedersachsen) – 1437 Punkte
2024 – Jugendfeuerwehr Osterwald Unterende (Niedersachsen) – 1443 Punkte
Bis zum Bundesentscheid des Jahres 2005 erfolgten die Bewertungen getrennt nach Jugend und Mädchen. Seit dem Bundeswettbewerb am 2. September 2007 in Weyhe gibt es keine diesbezügliche separate Wertung.